# 隔离演说

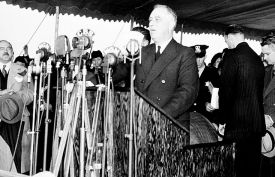
罗斯福发表隔离演说

隔离演说（Quarantine Speech）是由美国总统富兰克林·D·罗斯福于1937年10月5日在芝加哥发表，呼吁国际社会“隔离侵略者国家”，不同于当时流行在美国的中立和不干涉的政治气候。虽然演说没有直接提到任何国家，但被解释为是指日本，意大利，德国。罗斯福建议使用经济压力。
公众对演说的反应不一。演说强化美国的孤立主义情绪，引起非干涉主义者的抗议。著名漫画家珀西·克勞斯貝直言不讳地批评罗斯福，买了《纽约太阳报》的两页广告来攻击它。 此外，它深受威廉·赫斯特的报纸和《芝加哥论坛报》的罗伯特·麦考密克诟病